# オーサカ・ナイト・スペース ヤング立入禁止
オーサカ・ナイト・スペース ヤング立入禁止（ - たちいりきんし）は、1974年7月1日から1975年5月30日まで、ラジオ大阪で放送されていた深夜のラジオ番組。

## 概要
- 『ヒットでヒット バチョンといこう!』終了後の、夜ワイドの後継番組として1974年7月に放送開始。
- パーソナリティは、「正体不明」という演出もされていた曜日も存在した[2]
- リスナーへのプレゼント（ノベルティ）には、日本各地の民芸品などがあった[2][3]。
- タイトルに「ヤング立入禁止」とあるが決して若者リスナー締め出しではなく、若者と合わせてアダルト層リスナーへのアプローチを強めた番組としている[4]。当番組のプロデューサーは「今の番組の姿勢に不満を感じている人たちも多いということを聞き、この番組は新しい番組へ向けての期待の一端を担って行きたいとして立ち上げた。「立入禁止」とは言っても、ヤングには締め出されるのではくこの番組に挑戦してもらいたい」と話している[2]。

## パーソナリティ
- 月曜日：奈千宮子、木村弥寿彦
- 火曜日：中村健治、小田一乃
- 水曜日：宮本毬子、篠木仁
- 木曜日：小林泉、大成元
- 金曜日：芝本正、高橋陽子

## 放送時間
- 月曜日〜金曜日 22:00〜25:00

## コーナー
- 電話リクエスト
- ハガキリクエスト
- アメリカ屋ディスクサウンズ
- 谷まさるのワンポイントファッション
- サウンド千一夜
- 小咄コンマ
- 竜太郎のひそひそ話
- TELキャスター
- 50万円クイズ（10問全問正解で50万円の賞金獲得となっていた[5]が、なかなか全問正解出来ない難しいクイズとなっていた[6]。）
- ドキュメント人間
- 三ツ矢フォークメイツ （アサヒビール提供・文化放送制作）
- あおい君と佐藤クン（花王提供・ニッポン放送制作）
- スポーツニュース